# Gérard Desanghere
Gérard Desanghere (Dixmude, 1947. november 16. – 2018. április 17.) válogatott belga labdarúgó, hátvéd.

## Pályafutása

### Klubcsapatban
1969 és 1971 között az Anderlecht labdarúgója volt. 1971 és 1979 között az RW Bruxelles és az RWD Molenbeek csapataiban szerepelt. Az 1974–75-ös idényben bajnok lett az együttessel. 1979 és 1983 között az Eendracht Alost, 1983-84-ben a Denderhoutem csapataiban szerepelt.

### A válogatottban
1973-ban egy alkalommal szerepelt a belga válogatottban.

## Sikerei, díjai
Anderlecht
- Vásárvárosok kupája (VVK)
  - döntős: 1969–70

 RWD Molenbeek
- Belga bajnokság
  - bajnok: 1974–75